# Котронеи
Котронеи је насеље у Италији у округу Кротоне, региону Калабрија.
Према процени из 2011. у насељу је живело 5121 становника. Насеље се налази на надморској висини од 558 м.

## Становништво
| 1951. | 1961. | 1971. | 1981. | 1991. | 2001. | 2011. |
| ----- | ----- | ----- | ----- | ----- | ----- | ----- |
| 5.145 | 5.250 | 4.989 | 5.187 | 5.331 | 5.500 | 5.434 |